# Detroit Shock 1999
La stagione 1999 delle Detroit Shock fu la 2ª nella WNBA per la franchigia.
Le Detroit Shock arrivarono terze nella Eastern Conference con un record di 15-17. Nei play-off persero il primo turno con le Charlotte Sting (1-0).

## Roster
| N° | Naz.                   | Ruolo | Sportivo        | Anno | Alt. | Peso |
| -- | ---------------------- | ----- | --------------- | ---- | ---- | ---- |
| 0  | Stati Uniti (bandiera) | C     | Olympia Scott   | 1976 | 188  | 79   |
| 3  | Stati Uniti (bandiera) | A     | Wendy Palmer    | 1974 | 188  | 75   |
| 4  | Australia (bandiera)   | A     | Rachael Sporn   | 1968 | 185  | 79   |
| 6  | Australia (bandiera)   | G     | Sandy Brondello | 1968 | 170  | 62   |
| 7  | Croazia (bandiera)     | G     | Korie Hlede     | 1975 | 175  | 70   |
| 8  | Stati Uniti (bandiera) | G     | Jennifer Azzi   | 1968 | 173  | 67   |
| 9  | Brasile (bandiera)     | G     | Claudinha       | 1975 | 170  | 62   |
| 10 | Stati Uniti (bandiera) | A     | Dominique Canty | 1977 | 178  | 73   |
| 11 | Stati Uniti (bandiera) | A     | Carla Boyd      | 1975 | 185  | 78   |
| 14 | Stati Uniti (bandiera) | A     | Cindy Brown     | 1965 | 188  | 83   |
| 17 | Russia (bandiera)      | A     | Elena Tornikidu | 1965 | 185  | 73   |
| 20 | Stati Uniti (bandiera) | A     | Lesley Brown    | 1977 | 183  | 75   |
| 44 | Senegal (bandiera)     | A     | Astou Ndiaye    | 1973 | 191  | 83   |
| 50 | Stati Uniti (bandiera) | A     | Wanda Guyton    | 1968 | 185  | 81   |
| 52 | Stati Uniti (bandiera) | C     | Val Whiting     | 1972 | 188  | 90   |

## Staff tecnico
- Allenatore: Nancy Lieberman
- Vice-allenatori: Greg Williams, Steve Smith